# Новоселье
Новосе́лье (арх. входины, влазины) — в старину важный обряд, призванный обеспечить мир, богатство и благополучие для поселившейся на новом месте семьи; в новейшее время удерживает значение праздника в честь переезда в новое жилое помещение (квартира, дача, дом) или его поновления (ремонта). 

## Исторический очерк
В старину обычаи переезда в новый дом, новоселья тщательно соблюдали. Считалось, что в момент переселения человек особенно беззащитен, так как находится в промежуточном состоянии, расставшись с прежним жилищем.
В России новоселье является важной культурной традицией. Обычно новоселье предполагает застолье с домашним угощением. Приглашённые дарят хозяевам предметы домашнего обихода (кухонную утварь, технику, свечи и т.д). 

#### Приметы на новоселье
В старину внимательно подходили к выбору времени для начала новой жизни в новом жилище. Каждый дом должен был иметь своего духа-покровителя. Духом жилища становилась душа строительной жертвы. Чтобы ее заполучить, строитель должен был заложить в основание постройки человека либо животное. Вера в то, что постройка каждой избы совершается «на чью-нибудь голову», служила одной из мотивировок представлений, в соответствии с которыми сам дом осмысляется как гроб. В этой связи сон, в котором «кому-то дом новый строят», получал истолкование, что этот человек вскоре умрёт. И наоборот, гроб в областных диалектах называют дом, домовина, домовье, домовище.
Ослабленная форма принесения строительной жертвы спрятана в поверье: первый умерший в доме становится его домовым. Причем подчас неважно, умирает ребенок или старик. И тот и другой одинаково называется «родителем», отождествляемым с домовым , поскольку душа умершего, как следует из других верований, сливается с общей, коллективной, семейно-родовой душой. Чтобы предотвратить смерть человека, приносили заместительную, животную, жертву. В процессе длительного бытования обряд вхождения в новый дом подвергся дальнейшему упрощению: прежде чем переступить через порог, хозяева пускают в избу впереди себя петуха и курицу или петуха и кошку. То или иное животное, оставшееся в новом жилище на ночлег, утром своим видом покажет, как будут здесь жить хозяева.
В том случае, когда вся семья покидает старый дом, переселяясь в новый, достаточно лишь пригласить с собой прежнего духа-«хозяина».
Вселяющемуся в новое жилище домовому, как считалось, предстоит вписаться в природный, даже космический ритм, пережить состояние обновления. Наиболее благоприятным для его перехода считается период, когда на небе высоко стоят Стожары, получившие в русской мифологической традиции название Волосыни (упоминается уже Афанасием Никитиным — XV в.). «Для Волосынь может быть реконструирована функция связи с миром усопших», — утверждают В.В. Иванов и В.Н. Топоров.
Подобные представления о благоприятном для новоселья времени дублируются обычаем переходить в новую избу именно в полнолуние. В мифологических рассказах и поверьях отчетливо проявляется связь луны с потусторонним миром. От её состояния зависит степень активизации различных мифических существ. Они инкарнируются при свете луны; любят «месячные ночи»; являются в лунном свете. И люди, обращаясь к домовому, встают «лицом к месяцу». Впрочем, в рассматриваемом обряде нередко фигурируют и солярные мотивы: переселяя домового в новое жилище, «посолонь обходили» (иногда трижды) вокруг избы , его призывали, «обратившись к востоку». Отсюда космологические мотивы и в декоре традиционного крестьянского жилища, и в росписи палат и храмов. Благоприятным для переселения считается первый день наступающего года.
Переселению, по поверьям, способствует не только благоприятное состояние космоса или наиболее удачный день, но и определенный период суток. На новое место полагалось переходить в полдень или полночь (это «порог» между основными частями суток либо самими сутками). В эти часы деятельность мифических существ достигает наивысшей активности, оказывается возможным их воплощение в зоо-, антропоморфном или «гибридном» облике и появление в «этом» мире. Подобные временные координаты выражены в мифологических рассказах и поверьях следующими словосочетаниями: перед полуночью, всегда ночью, обязательно ночью, как только пропоют первые петухи, в двенадцать часов ночи либо — что встречается гораздо реже — «в полдень по солнцу».
Но ни в коем случае нельзя было справлять новоселье во второй половине дня и тем более к вечеру, чтобы жизнь в новом доме не катилась подобно солнцу к закату, угасанию.
По одному из поверий, непременным спутником человека в новоселье должна быть кошка (кот, котёнок). Считается, что самой первой в дом (квартиру, дачу) должно зайти именно это животное, что принесёт дому и семье удачу. Ранее, вместо кошки главным героем, которому выпадала роль «первопроходца», был петух. Он «магически» связывался с огнём и домашним очагом. Петуха запускали в дом, где он должен был громким кукареканьем изгнать всю притаившуюся нечисть.
Из членов семьи обычно первыми в дом переходили старики, поскольку «рождение» нового дома вызывало смерть одного из домочадцев. «Дом считается полностью освоенным после свадьбы кого-нибудь из семьи. Показательна сама альтернатива свадьбы и похорон, свидетельствующая о сознании глубинного сходства этих образов. Первая смерть, как и первая свадьба, в новом доме включает его в общий поток смертей и рождений, где понятия «новый дом», «новоселье» имеют другой смысл (колыбель, дом жениха, гроб). Эти отношения между такими разными обрядами – еще одно указание на принципиальное единство ритуального текста культуры».
Согласно некоторым поверьям, первый входящий забирает на себя все зло, которое может присутствовать на новом месте, или становится жертвой за срубленные для строительства деревья. И если в семье были «уставшие от жизни» старики, то они и входили первыми. Если не было стариков, приглашали чужого человека, не верующего ни в чёрта, ни в бога, а позже стали приглашать аптекаря-немца или доктора-немца, которые к таким порядкам относились, как к игре.
Особое значение придавалось самому первому гостю (ср. с образом полазника), желательно, чтобы это был человек хозяйственный, верующий, порядочный, добрый, красивый. Зная такой обычай, о такой примете заботились соседи и друзья. Затем на новоселье собирались соседи. С пустыми руками не приходили («чтобы не было пусто на новом месте»). Начиналось застолье.
Окончательно обжитой и «освященной» изба считалась только после свадьбы, рождения ребенка или смерти, после пережитого вместе с домом важного события в жизни семьи.

## Новоселье в культуре
Одноимённая картина художника Петрова-Водкина изображает праздничное застолье по случаю вселения рабочих в отобранную у «буржуев» квартиру в 1922 году — в качестве своеобразного примера преломления фольклорных традиций в городских условиях новейшего времени.

## Внешние ссылки
- Художественные традиции семейно- бытовых обрядов. Новоселье Архивная копия от 5 декабря 2021 на Wayback Machine - конспект лекции
- Этнографические беседы. Традиции празднования новоселья на Руси Архивная копия от 5 декабря 2021 на Wayback Machine - ролик на Youtube